# Arbaciella
Genre
Arbaciella est un genre d’oursins réguliers de la famille des Arbaciidae.

## Caractéristiques

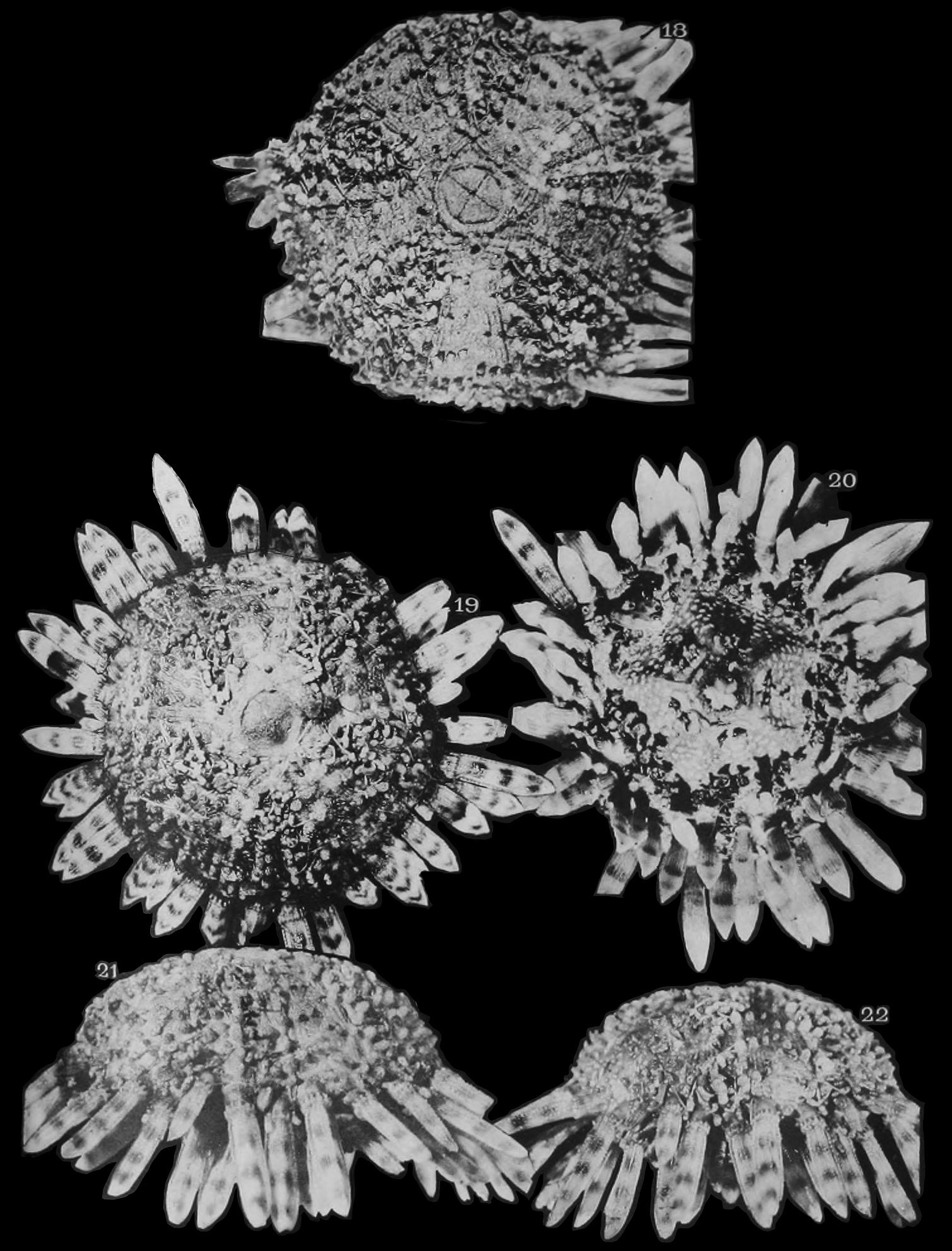
Arbaciella elegans

Ce sont des oursins réguliers minuscules, dont le test dépasse rarement 1 cm de diamètre, et ne portant de longues radioles (piquants) que sur sa périphérie. Le test est hémisphérique, avec une face orale plane et une face aborale bombée. Le disque apical est dicyclique, et le périprocte est protégé par quatre plaques anales. Les ambulacres sont trigéminés et ne portent des tubercules primaires que sur la face orale et à l'ambitus. Les interambulacres portent jusqu'à 2 tubercules primaires par plaque. Le péristome est extrêmement large (jusqu'à 60 % du diamètre du test). Les radioles primaires sont aplaties mais pointues, et de section triangulaire ; elles ne dépassent pas 2 mm.
La validité de ce genre est cependant remise en doute, du fait de l'extrême ressemblance avec les juvéniles du genre Arbacia. 

## Liste des espèces
Selon World Register of Marine Species (19 février 2014), NCBI (19 février 2014) et Catalogue of Life (19 février 2014) ce genre ne contient qu'une seule espèce, plus un fossile :
- Arbaciella elegans Mortensen, 1910
- † Arbaciella regularis (Arnaud, in Cotteau, 1887); Fossile du Danien, France

L'espèce actuelle est présente sur les côtes ouest-africaines et peut-être méditerranéennes.